# Алексеев, Иван Васильевич (инженер-конструктор)
Иван Васильевич Алексе́ев (1911 — 1976) — инженер-конструктор, участник советского атомного проекта, трижды лауреат государственных премий.

## Биография
Окончил Сталинградский механический институт (1935).
В 1935—1942 годах конструктор, заместитель начальника конструкторского бюро на Сталинградском тракторном заводе. В 1942—1947 годах работал в КБ оборонного завода № 77 в Барнауле.
В 1947 — 1974 годах в КБ-11 (ВНИИЭФ, Арзамас-16): старший инженер-конструктор, начальник отдела, заместитель главного конструктора, начальник отделения № 12 (сменил в этой должности С. Г. Кочарянца в 1959 году) .
Участвовал в разработке аппаратуры для испытаний первых советских образцов ядерных зарядов и водородной бомбы.
Жил в Арзамасе-16, похоронен на городском кладбище.

## Награды и премии
- Сталинская премия второй степени (1951) — за участие в разработке системы инициирования изделия РДС
- Сталинская премия второй степени (1953) — за разработку конструкции основных узлов изделий РДС-6с, РДС-4 и РДС-5
- Ленинская премия (1961)
- два ордена Ленина
- орден Трудового Красного Знамени.